# مالي في الألعاب الأولمبية
مالي في الألعاب الأولمبية  تقوم اللجنة الأولمبية المالية بالإشراف في شؤون مشاركة مالي في الألعاب الأولمبية، شاركت مالي أول مرة في الألعاب الأولمبية في دورة 1964 في طوكيو في اليابان،  لم تفز مالي حتى الآن بأي ميدالية في الألعاب الأولمبية.